# Friedrich Heiler
Friedrich Heiler, född 30 januari 1892, död 18 april 1967, var en tysk teolog.
Heiler övergick under en resa i Sverige 1919 till evangeliska kyrkan utan att formellt ha utträtt ur den romersk-katolska. År 1922 blev han professor i religionshistoria vid protestantiska teologiska fakulteten i Marburg. 
Från denna tid företrädde Heiler en högkyrklig rörelse, besläktad med den brittiska Oxfordrörelsen. Heiler försökte åstadkomma en syntes mellan katolicism och protestantism, i vilken han ville ge utrymme också för element ur österländska religioner. 
Bland hans skrifter märks Das Gebet (1918, 5:e upplagan 1923), Die Bedeutung der Mystik für die Weltreligionen (1919), Das Wesen des Katholizismus (1920), Der Katholizismus (1923), Evangelische Katholizität (1926) samt ett flertal böcker om Sadhu Sundar Singh. Flera av Heilers böcker finns i svensk översättning.